# Геликон (горы)
Гелико́н (греч. Ελικώνας, др.-греч. Ἑλικών) — горы в Беотии (Греция), неподалёку от Коринфского залива. Высочайшая вершина — гора Полиовуна высотой 1748 метров над уровнем моря.
На западном склоне гор расположен православный монастырь Осиос Лукас, включённый в число объектов Всемирного наследия ЮНЕСКО.
Согласно греческой мифологии, на горе Геликон находились священные для муз родники. По легенде, источник под названием Гиппокрена возник от удара копыта Пегаса по камню. Также на Геликоне находится родник, в который смотрелся Нарцисс. Геликон был обителью муз; поэт Каллимах из Кирены в своём произведении «Причины» («Aitia») рассказывает о сне, в котором снова стал молодым и беседовал с музами на Геликоне. В честь муз на Геликоне был построен храм, в котором находятся статуи всех этих богинь — покровительниц искусств и наук.
Родник Гиппокрена славился как источник вдохновения для поэтов. В конце VIII века до н. э. поэт Гесиод писал о том, как в молодости пас овец на склонах Геликона, а на вершине танцевали музы и Эрос. С тех пор Геликон стал символом поэтического вдохновения. Каллимах из Кирены поместил эпизод с ослеплением Тиресия на Геликон. С упоминания о Геликоне также начинается «Теогония» Гесиода. В гомерическом гимне Посейдону бог назван «владыкой Геликона».
Римские поэты также использовали в своих произведениях мифы о Геликоне, а в эпоху Ренессанса Геликон вновь начали упоминать в литературе. 
Лицейское стихотворение А. С. Пушкина «Батюшкову», опубликованное в 1815 году, начинается строками «В пещерах Геликона / Я некогда рождён…»
Основана библиотека, названная в честь горы Геликон, существует компания «Helicon Arts Cooperative», одна из звукозаписывающих компаний в Израиле называется «Геликон».